# Бой при Тельпанеке
Битва при Тельпанеке — бой, произошедший в ходе оккупации Никарагуа войсками Соединенных Штатов в 1927 году и начавшейся национально-освободительной войны.
Около 1:00 ночи 19 сентября отряд повстанцев Сандино численностью около 200 человек атаковал небольшой гарнизон Тельпанеки под командованием старшего лейтенанта морской пехоты США Герберта С. Кеймлинга. Гарнизон Кеймлинга насчитывал двадцать бойцов из 5-го полка морской пехоты и двадцать пять солдат Национальной гвардии Никарагуа. Бой начался с того, что один из повстанцев бросил самодельную взрывчатку в казармы морской пехоты. Взрыв не причинил никому вреда, а только разбудил спящий гарнизон. Почти сразу после взрыва мятежники открыли ружейный огонь, пока гарнизон еще переодевался. Затем, под прикрытием тумана, повстанцы начали наступление на казармы, с целью начать рукопашный бой, но были отбиты точным огнем противника. С этого момента началась перестрелка на дальних дистанциях, которая продлилась до 2:30 ночи. К этому времени мятежники начали собирать убитых и раненых, и еще через полчаса перестрелка прекратилась. Кеймлинг оценивал потери повстанцев примерно в двадцать пять убитых и вдвое больше раненых. При этом, один морской пехотинец погиб в бою, второй умер от ран, а один никарагуанский охранник был тяжело ранен.
В бою погиб командир повстанцев Сальгадо. Таким образом, Сандино потерял одного из своих «генералов» и это поражение заставило его перейти к партизанской войне :319–320.